# Clubland

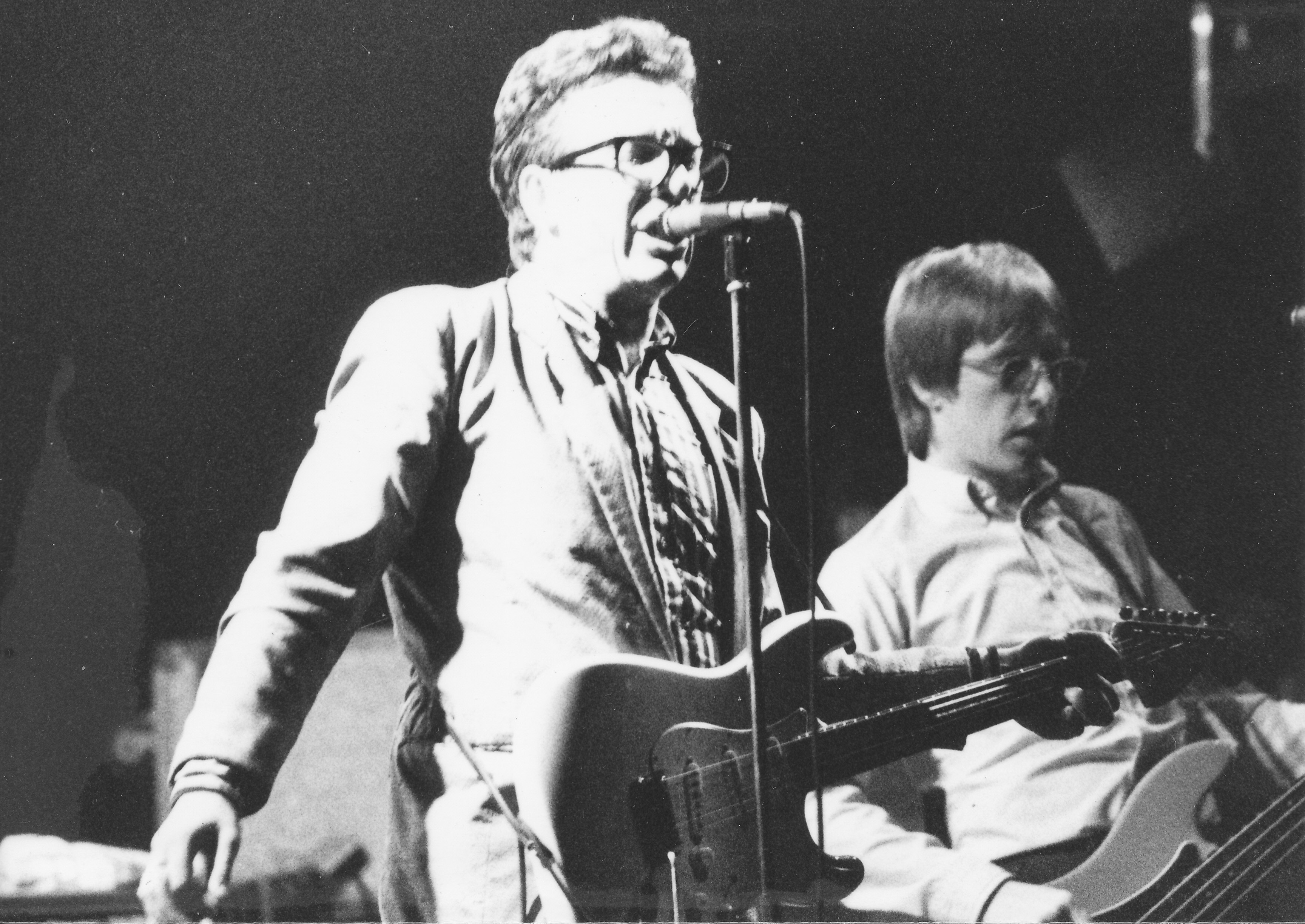
Elvis Costello (1980)

Clubland ist ein 1980 von Elvis Costello and The Attractions als Single veröffentlichter Song. Er fand sich auch auf Costellos 1981 veröffentlichtem Album Trust. Der Text war inspiriert von der Tour der Band und skizziert das Leben in einem Nachtclub. Die Musik war von The Police inspiriert.
Die Single war wenig erfolgreich, wurde aber von Kritikern gelobt.

## Hintergrund
Clubland wurde im Sommer 1980 geschrieben und als Demo aufgenommen. Eine frühe Versionen des Songs und anderer Songs von Trust wurden 1980 bei Festivalauftritten der Band vorgestellt, etwa beim Montreux Jazz Festival.
In seinen Memoiren Unfaithful Music & Disappearing Ink schreibt Costello, dass die textliche Inspiration von der Get Happy!!! Tour stammt und das Nachtleben und die Clubszene skizziert. Der Text enthält mehrere Doppeldeutigkeiten und Wortspiele. Die Gitarrenarbeit bei dem Song war von The Police inspiriert wurde. Costello beschrieb Clubland später als eine Art Message in a Bottle".

„Merkwürdig, mir scheint es so, dass die zyklischen Arpeggien in Clubland insgeheim ein respektlose Adaptierung des Gitarrenstils von The Police waren, wenn auch offensichtlich mit einem dunkleren lyrischen Inhalt, der ihren Songs immer zu fehlen schien.“

Der Song enthält auch die "quasi-südamerikanische" Klavierarbeit von Steve Nieve und ein Schlagzeugspiel von Pete Thomas, das "den Song in verschiedene Richtungen vorantreibt, ohne jemals der Melodie im Weg zu stehen". Costello sagte in den Liner Notes für Trust, dass die Studioversion des Songs im Vergleich zu späteren Versionen mangelhaft war.

## Aufnahme
Während der Aufnahme des Albums waren Costello und die Attractions an den Song herangegangen, "als ob er der nächste in einer erst kürzlich unterbrochenen Reihe von Hit-Singles sein sollte"

„Wir haben mehrere Tage lang ohne Nick Lowe aufgenommen, während er an der Grippe erkrankt war. Und die Aufnahme von Clubland hat sich wahrscheinlich nie von seiner Abwesenheit erholt. Obwohl das Arrangement stark war, verstehe ich jetzt, warum Nick nach seiner Rückkehr ins Studio einige Vorbehalte gegenüber unserer Aufnahme hatte. Damals bestand ich darauf, dass dies die Version war, die abgemischt werden sollte, obwohl ich es seitdem bei vielen Gelegenheiten mit sehr viel besserer Wirkung gehört habe.“

## Veröffentlichung
Clubland wurde in Großbritannien im Dezember 1980 als Single veröffentlicht, vor der Veröffentlichung des Albums Trust. Die Single enthielt Clean Money und Hoover Factory auf der B-Seite. Clean Money, das auf dem Album Armed Forces zugunsten von Accidents Will Happen zurückgestellt wurde, war von In Color von Cheap Trick inspiriert und wurde von Costello als "übermäßig aufgepuderter Rocker" beschrieben. Hoover Factory, 1979 aufgenommen, wurde geschrieben, bevor Costello seinen ersten Vertrag unterschrieb und sollte ursprünglich die B-Seite der Single Oliver's Army werden. Clubland wurde in den Vereinigten Staaten nicht als Single veröffentlicht, wo stattdessen Watch Your Step erschien.
Die Single erreichte nur Platz 60 in den britischen Charts. Dies beendete Costellos Serie von neun britischen Top-40-Singles, die er seit Watching the Detectives gehalten hatte.
Ein Musikvideo für Clubland wurde produziert, um die Single-Veröffentlichung des Songs zu begleiten. Costello erinnerte sich: "Das Video wurde auf der eher behäbigen Kanalinsel Jersey gedreht. Ich glaube, die junge Dame in den rosafarbenen Champagnerszenen war tatsächlich die sehr respektable Tochter eines örtlichen Magistrats."

## Rezeption
Trotz des geringen kommerziellen Erfolgs wurde Clubland von Kritikern positiv aufgenommen. Blender lobte die "unvergleichliche Schärfe" des Songs, während Stephen Thomas Erlewine die "jazzigen Schnörkel" lobte. Stewart Mason von AllMusic bezeichnete den Song als "sowohl einen ganz typischen Elvis Costello-Song ... als auch einen Vorboten eines neuen und reiferen Sounds" und bemerkte, dass die "etwas mäandernde Melodie der Strophen kontrastiert schön mit dem drängenden, pumpenden Refrain." Jim Beviglia von American Songwriter stufte den Song als den elftbesten Elvis Costello-Song aller Zeiten ein und nannte den Song "eine kraftvolle Anklage gegen jede Szene, in der Gier und das Streben nach Vergnügen den Platz von Zurückhaltung und gesundem Menschenverstand einnehmen".
Der Komiker Adam Carolla lobte den Song in seinem Buch In Fifty Years We'll All Be Chicks und schrieb über das Radio in den 1980er Jahren: "Wir könnten Clubland von Elvis Costello oder Stupefaction von Graham Parker hören, aber stattdessen bekommen wir The Safety Dance von Men Without Hats."